# Ofensiva de Pomerania Oriental
La Ofensiva estratégica de Pomerania oriental (en ruso: Восточно-Померанская наступательная операция) fue una operación militar emprendida por el Ejército Rojo en territorio alemán, hacia el final de la Segunda Guerra Mundial. Esta ofensiva tuvo lugar en Pomerania y Prusia occidental, entre febrero y abril de 1945. Las principales operaciones de esta ofensiva se concentraron en la Batalla de Kolberg y los combates durante la conquista de Danzig.

## Antecedentes
El II Frente Bielorruso de Konstantin Rokossovsky se había encargado inicialmente de avanzar a través del sector noroeste del río Vístula hacia Pomerania y la gran ciudad portuaria de Danzig, con el objetivo principal de proteger el flanco derecho de I Frente Bielorruso de Zhúkov, el cual avanzaba hacia Berlín. Durante la Ofensiva de Prusia Oriental, sin embargo, a Rokossovsky se le ordenó que presionara en el norte hacia Elbing. Esto dejó intactas a una parte sustancial de las fuerzas alemanas en Pomerania, desde donde amenazaron el flanco derecho de las fuerzas de Zhúkov. Esta posibilidad se convirtió en realidad cuando la Wehrmacht lanzó por sorpresa la "Operación Solsticio", un contraataque desde sus posiciones en Pomerania contra las líneas soviéticas en el sur. Pero la ofensiva alemana pronto chocó con la resistencia soviética y se dio por fracasada para el 18 de febrero, apenas tres días después de haber comenzado. La necesidad de asegurar los flancos hizo que los soviéticos redesplegaran al II Frente Bielorruso y retrasaran el previsto asalto final a Berlín, que finalmente tendría lugar dos meses más tarde.
Para el 13 de febrero los servicios de inteligencia alemanes habían deducido que los soviéticos primero trataría de asegurar Pomerania antes de avanzar hacia Berlín. El 2.º Ejército alemán, que defendía el largo y expuesto sector que se extendía desde Pomerania oriental hasta el comienzo de Prusia Oriental en Elbing, había solicitado autorización para retirarse, pero Adolf Hitler se negó rotundamente a esta posibilidad.

## Desarrollo de las operaciones

### Ruptura del frente
Las tropas de Rokossovski abrieron fuego el 24 de febrero empleando a las tropas de refresco del 19.º Ejército, pero después del avance inicial de unos 20 km se vieron frenados por una intensa resistencia alemana. El 26 de febrero, situó al 3.er Cuerpo de Tanques de la Guardia al este de Neustetten, donde lograron una penetración de 40 km y relevaron a Kozlov de la dirección. El 3.er Cuerpo de Tanques de la Guardia rompió el frente a través de Baldenburg, mientras que Neustettin cayó el 27 de febrero en manos de las tropas del 3.er Cuerpo de Caballería de la Guardia al mando del general Nikolái Oslikovski.
El general Weiß había agrupado rápidamente al VII Cuerpo Panzer, incluyendo los remanentes de la 7.ª División Panzer, en torno a Rummelsberg para amenazar el flanco del 19.º Ejército soviético. Sin embargo, el 2 de marzo, después de la ruptura soviética hacía Koslin, el 2.º Ejército alemán se encontraba completamente aislado del resto del Grupo de Ejércitos Vístula al que estaba agregado. El ala derecha de las fuerzas de Zhúkov -una agrupación que incluía al 3.er Ejército de Choque, el 1.er Ejército de Tanques de la Guardia, y al 2.º Ejército de Tanques la Guardia- pasó a la ofensiva el 1 de marzo, golpeando el sector norte con sus fuerzas concentradas en Reetz. Toda el ala izquierda del III Ejército Panzer fue cercada tras la ruptura del frente, después de que Guderian rechazara la petición del general Erhard Raus para poder retirarse, mientras que el ala derecha se retiró hacia Stettin.
El 4 de marzo las unidades blindadas soviéticas de vanguardia habían alcanzado el Báltico, lo que dejó a las fuerzas alemanas atrapadas en una serie de cercos. El 2.º Ejército comenzó su retirada hacia el área fortificada de Danzig, mientras que el X Cuerpo SS del 3.º Ejército Panzer se rendía en Dramburg.
Rokossovksy comenzó la segunda fase de su ofensiva el 6 de marzo. El 2.º Ejército de Choque trató de cercad a las fuerzas que defendían la fortaleza de Mariemburgo, que sería evacuada dos días más tarde, mientras que en el sector este el 10 de marzo caía Elbing. Weiß, habiendo alertado de que la bolsa de Elbing no podría mantenerse por mucho tiempo, razón por la que fue relevado del mando el 9 de marzo y reemplazado por Dietrich von Saucken. Finalmente, las tropas del 2.º Ejército se retiraron en desorden hacia Danzig y Gdynia, donde el 2.º Frente Bielorruso las alcanzó. Mientras tanto las fuerzas de Zhúkov desalojaban a los restos del 3.º Ejército Panzer de la orilla oriental del bajo Óder, empujando a los alemanes desde sus últimas posiciones hacia la cabeza de puente de Altdamm.

### Sitio de Kolberg
Numerosos refugiados civiles que habían huido del interior de Pomerania se habían retirado hacia la ciudad costera de Kolberg, que el 4 de marzo quedó cercada por las tropas soviéticas. La resistencia alemana continuó en la ciudad hasta el 18 de marzo, fecha en que la evacuación de civiles y militares había terminado.

### Sitio de Danzig
El área fortificada de Danzig-Gotenhafen (Gdynia), que constituía el principal puerto de escape hacia el oeste para los refugiados de Prusia Oriental, se había ordenado que fuera defendida el mayor tiempo posible para poder mantener abierta la ruta de escape.
Rokossovsky comenzó su ofensiva final el 15 de marzo; el principal avance, que se produjo a lo largo de la costa a través Zoppot, fue realizado por los ejércitos 70.º y 49.º que avanzaban en paralelo. La lucha fue durísima, pero para el 19 de marzo las puntas de lanza soviéticas habían alcanzado las elevaciones sobre Zoppot, mientras que la 4.ª División Panzer había sido empujada de nuevo a las afueras de Danzig. El 22 de marzo, el 70.º Ejército soviético alcanzó el mar, cortando la defensa alemana. Gdynia fue tomada el 26 de marzo, sus defensores y muchos civiles se retiraron hacia Oksywie, desde donde fueron trasladados a la Península de Hel.
Danzig finalmente cayó el 28 de marzo, después de que los remanentes del 2.º Ejército alemán se retiraran al delta del Vístula situado al noreste de la ciudad. La evacuación de civiles y personal militar desde aquí y la península de Hel continuó hasta el 10 de mayo. Para los soviéticos la Ofensiva de Pomerania oriental quedó completada una semana después de la caída de Danzig. De acuerdo a la información soviética, en la Batalla de Danzig los alemanes perdieron 39.000 soldados muertos y otros 10.000 prisioneros.